# Shuangliu
Shuangliu är ett härad i Sichuan-provinsen i sydvästra Kina. Huayang, som tidigare var ett självständigt härad, har införlivats med Shuangliu.